# Reinet Investments
Reinet Inversions S.C. és un fons d'inversió amb seu a Luxemburg. Inverteix en béns de luxe i està vinculat a Richemont, empresa Suïssa, des del 20 d'octubre de 2008. Cotitza en la Borsa de valors de Luxemburg (LuxSE), i és el component més gran del LuxX Índex, amb un 24,5% de ponderació el 2008.
En els seus inicis, Reinet va controlar 350 milions d'euros en efectiu, 50 milions d'euros en inversions variades i una 4% participació (84.3 milions de participacions) de British American Tobacco. En el seu primer dia de cotització Reinet Investments va tenir un valor de £17.31, valorant la companyia en 1.460 milions de lliures. La formació de Reinet va deixar a la familia Rupert crear una filial per a totes les activitats no relacionades amb el luxe, i deixar Richemont per centrar-se purament en les seves inversions centrals.
El gener 2009, Reinet va entrar en negociacions per adquirir el negoci capital d'inversió privat de Lehman Germans. És conegut com a Trilantic Capital Partners.